# Prix Augustin Thierry décerné par la Ville de Paris
Le prix Augustin-Thierry de la Ville de Paris récompense depuis 2011 un ouvrage d'histoire, en langue française, portant sur la période allant de l'Antiquité à la fin du XIXe siècle, ou bien une biographie historique.
L'organisation de ce prix est conforme aux dispositions testamentaires de madame Baptistine Augustin-Thierry, décédée en 2007, qui décide d'attribuer à un ouvrage historique un prix portant le nom de son aïeul Augustin Thierry.

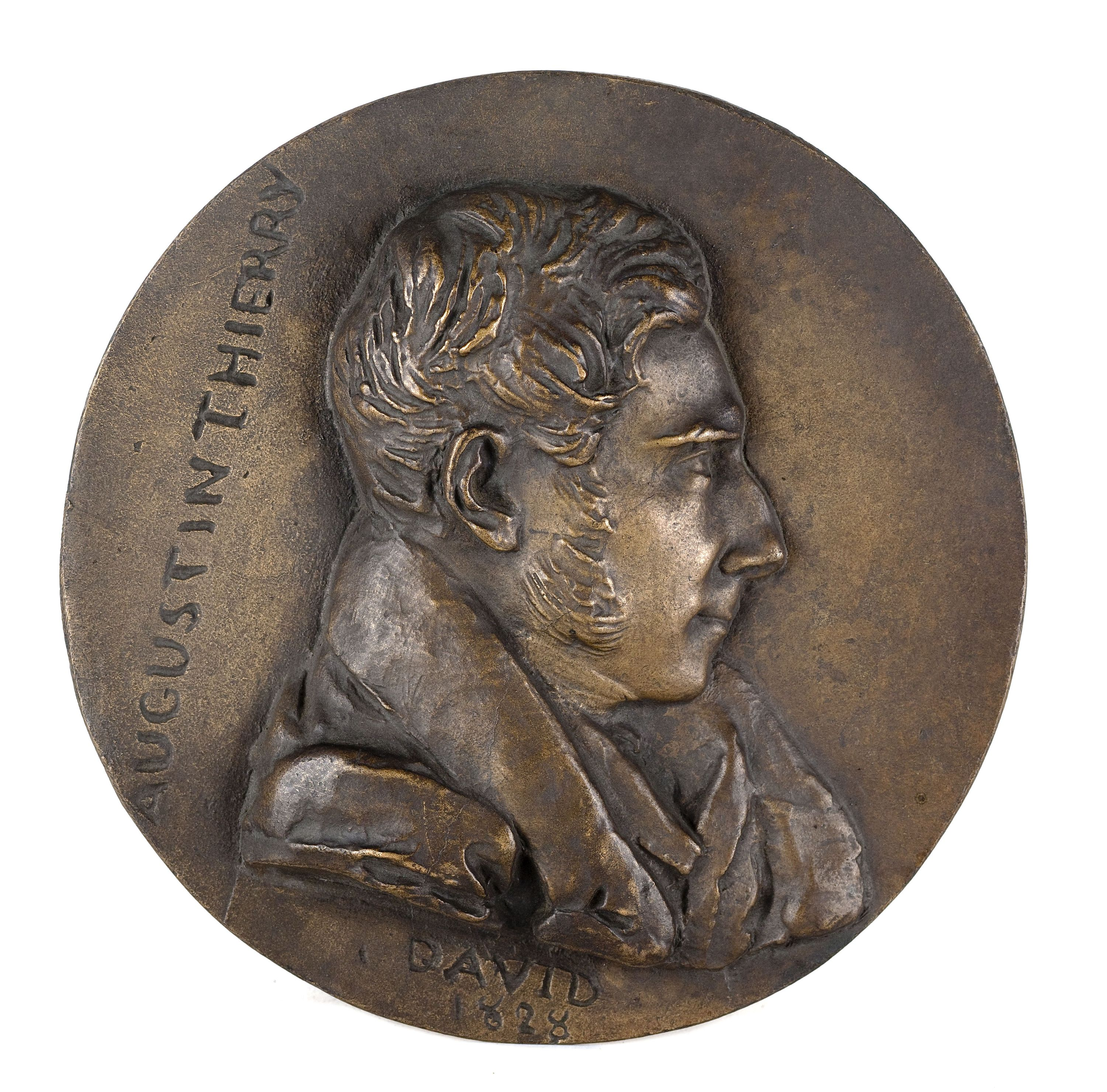
David D'Angers (1788-1856). Portrait d'Augustin Thierry (1795-1856), historien. Bronze. Diamètre : 13.6 cm. 1828. Paris, Musée Carnavalet-Histoire de Paris.

## Liste des lauréats
Le prix est décerné tous les ans par le Comité d'histoire de la Ville de Paris.
| Année | Titre | Auteur                      | Maison d'édition                 |
| ----- | --- | --------------------------- | -------------------------------- |
| 2011  | L'introuvable complot. Attentat, enquête et rumeur dans la France de la Restauration.                        | Gilles Malandain            | Éditions de l'EHESS              |
| 2012  | Policiers dans la ville. La construction d'un ordre public à Paris, 1854-1914.                               | Quentin Deluermoz           | Publications de la Sorbonne      |
| 2013  | La Monarchie ecclésiale, le clergé de cour en France à l'époque moderne.                                     | Benoist Pierre              | Champ Vallon                     |
| 2014  | Vertiges de la guerre. Byron, les philhellènes et le mirage grec.                                            | Hervé Mazurel               | Les Belles Lettres               |
| 2015  | Un asile pour tous les peuples ? Exilés et réfugiés étrangers en France au cours du premier XIXe siècle.     | Delphine Diaz               | Armand Colin                     |
| 2016  | L'évêque et le territoire, l'invention médiévale de l'espace (Ve – XIIIe siècle).                            | Florian Mazel               | Seuil                            |
| 2017  | Les catastrophes naturelles au moyen Age (XIIe – XVe siècle).                                                | Thomas Labbé                | CNRS Éditions                    |
| 2018  | La politique des gaulois. Vie politique et institutions en Gaule chevelue (IIe siècle avant notre ère - 70). | Emmanuel Arbabe             | Éditions de la Sorbonne          |
| 2019  | Vies d’hospices. Vieillir et mourir en institution au XIXe siècle.                                           | Mathilde Rossigneux-Méheust | Champ Vallon                     |
| 2020  | Les Impériaux. Administrer et habiter l’Europe de Napoléon.                                                  | Aurélien Lignereux          | Fayard                           |
| 2021  | Paris en ses jardins. Nature et culture urbaines au XVIIIe siècle.                                           | Jan Synowiecki              | Champ Vallon                     |
| 2022  | Au-delà de la couleur. Miliciens noirs et mulâtres de la Caraïbe (XVIIe – XVIIIe siècles)                    | Baptiste Bonnefoy           | Presses universitaires de Rennes |
| 2023  | L’empire de la nature. Une histoire des jardins botaniques coloniaux (fin XVIIIe – années 1930),             | Hélène Blais                | Champ Vallon                     |